# Лозовий провулок (Київ, Микільська слобідка)
Лозови́й прову́лок — зниклий провулок, що існував у Дніпровському районі (на той час — Дарницькому) міста Києва, місцевість Микільська слобідка. Пролягав від Ярмаркової вулиці до Лозової вулиці.

## Історія
Провулок виник у 1-й половині XX століття, мав назву (5-й) Безіменний провулок. Назву Лозовий провулок набув 1955 року.
Ліквідований 1971 року у зв'язку зі знесенням старої забудови.